# PROUD OF YOU
「PROUD OF YOU」（プラウドオブユー）は、椎名へきるの27枚目のシングル。2003年6月18日、ソニー・ミュージックレコーズ（現：ソニー・ミュージックレーベルズ）より発売。
レーベルゲートCD版のSRCL-5574と、その後に通常CDとして出されたSRCL-6172がある。
アイレムソフトウェアエンジニアリングより発売されたPlayStation 2用ゲーム『R-TYPE FINAL』（アール・タイプ ファイナル）の主題歌として編曲されたものも存在する。オリジナル版もまた、同作のCMソングとして使用された。

## 収録曲
1. PROUD OF YOU
  - 作詞：森雪之丞、作曲：木根尚登、編曲：松尾和博、川村ケン
  - アルバム『Wings of Time』にも収録
2. PROUD OF YOU 〜R-TYPE FINAL Ending Version
  - 作詞：森雪之丞、作曲：木根尚登、編曲：酒井ミキオ
3. PROUD OF YOU (instrumental)
4. PROUD OF YOU 〜R-TYPE FINAL Ending Version (instrumental)